# Acebo
Acebo – gmina w Hiszpanii, w prowincji Cáceres, w Estramadurze, o powierzchni 57,02 km². W 2011 roku gmina liczyła 648 mieszkańców.